# Гайнц Каттнер
Гайнц Каттнер (нім. Heinz Kattner; 8 серпня 1892, Позен — 5 червня 1945, Лайбах) — німецький офіцер, генерал-майор вермахту.

## Біографія
25 вересня 1913 року поступив на службу в Імперську армію. Учасник Першої світової війни. 31 березня 1920 року звільнений у відставку.  21 серпня 1921 року поступив на службу в поліцію. 15 жовтня 1935 році перейшов у вермахт, служив у штабі 49-го піхотного полку. З 1 липня 1936 року — командир 3-го батальйону 7-го піхотного полку. З 12 лютого 1940 року — командир 632-го піхотного полку. 5 квітня 1940 року захворів і був відправлений на лікування, 3 травня переведений в резерв ОКГ. З 25 липня 1940 року — командир 161-го піхотного полку. 4 травня 1942 року переведений в резерв фюрера і переданий в розпорядження командування 8-го військового округу. З 25 липня 1942 року — командир унтер-офіцерських курсів 8-го військового округу. З 18 березня 1943 року — командир 728-го гренадерського полку. 15 вересня 1943 року знову відправлений у резерв ОКГ, наступного дня призначений комендантом оборонної області «Тулон». 10 травня 1944 року знову відправлений у резерв ОКГ. З 1 липня 1944 року — при військовому командувачі у Франції. 1 вересня 1944 року знову відправлений у резерв ОКГ. З 5 вересня 1944 року — комендант 538-ї польової комендатури. 4 січня 1945 року знову відправлений у резерв ОКГ. З 20 січня 1945 року — комендант 1034-ї польової комендатури (Сараєво). 14 травня взятий в полон югославськими партизанами. 5 червня розстріляний без суду і слідства разом із Густавом Феном, Фрідріхом Штефаном і Вернером фон Ердманнсдорффом.

## Звання
- Фанен-юнкер-унтерофіцер (22 березня 1914)
- Фенріх (15 червня 1914)
- Заступник офіцера (2 серпня 1914)
- Лейтенант (22 січня 1915)
- Оберлейтенант (18 серпня 1918)
- Оберлейтенант поліції (21 серпня 1921)
- Гауптман поліції (31 січня 1922)
- Майор поліції (6 листопада 1933)
- Майор (15 жовтня 1935)
- Оберстлейтенант (20 квітня 1937)
- Оберст (16 березня 1940)
- Генерал-майор (1 жовтня 1943)

## Нагороди
- Залізний хрест 2-го і 1-го класу
- Королівський орден дому Гогенцоллернів, лицарський хрест з мечами
- Почесний хрест ветерана війни з мечами
- Медаль «За вислугу років у Вермахті» 4-го, 3-го, 2-го і 1-го класу (25 років)